# Manuscrit Bauyn

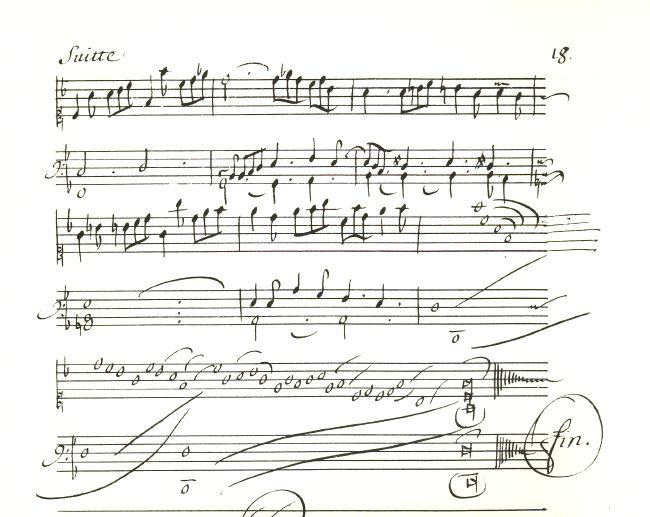
Ausschnitt aus einem Prélude von Louis Couperin im Manuscrit Bauyn (Faksimile)

Als Manuscrit Bauyn ist ein berühmtes musikalisches Manuskript bekannt, das in der Bibliothèque nationale de France in Paris unter der Signatur Rés Vm7 674 und 675  aufbewahrt wird. Es handelt sich um die umfangreichste und bedeutendste handschriftlich überlieferte Sammlung französischer Cembalomusik des 17. Jahrhunderts, insbesondere der Werke von Jacques Champion de Chambonnières und Louis Couperin.

## Beschreibung und Repertoire
Das Manuscrit Bauyn in seiner heutzutage bekannten Form (Stand 2024) ist in zwei in braunes Kalbsleder gebundenen Bänden überliefert. Es besteht jedoch ursprünglich aus drei Teilen, von denen der erste Teil Werke von Chambonnières, der zweite Werke von Louis Couperin und der dritte eine Auswahl von Werken anderer Komponisten enthält. Beim Binden wurde der dritte Teil jedoch wiederum in zwei Teile auseinandergenommen, von denen der erste (Folios 1r bis 32v) im heutigen Band 2 und der zweite (Folios 33r bis 62v) in Band 1 enthalten ist.
Neben den Werken von Chambonnières und Louis Couperin enthält das Manuskript Stücke von Johann Jacob Froberger, Jacques Hardel, Henri Dumont, (Étienne ?) Richard, de la Barre, Monnard, Gautier (Denis oder Ennemond ?), René Mézangeau, Nicolas Lebègue, Richard Mico, Joseph Chabanceau de la Barre, de Lorency, Pinel, Vincent, Richard de Saint Jacques, Jean-Henri d’Anglebert, Girolamo Frescobaldi, Luigi Rossi und einige anonym überlieferte Kompositionen. 150 Stücke sind Unica, also nur in dieser Quelle überliefert. Es ist außerdem die umfangreichste französische Quelle mit Werken von Froberger, von dem es 23 Einzelstücke – Suitensätze und Toccaten – überliefert. Einige Werke, z. B. von Gautier oder Mézangeau, sind sicher Übertragungen von Lautenstücken für Cembalo.
Die meisten Stücke (Tänze) sind nicht in Form von Suiten überliefert, sondern entweder als Einzelstücke oder, besonders im Fall von Chambonnières und Louis Couperin, aufsteigend nach Tonarten geordnet (C-Dur, d-moll, D-Dur usw.), und innerhalb einer Tonart wiederum nach Tanzform.  Beispielsweise erscheinen von Chambonnières in der Tonart C-Dur hintereinander 5 Allemanden, 11 Couranten, 4 Sarabanden, 2 Giguen, weitere 5 Couranten und eine Chaconne. Obwohl dabei die klassische Reihenfolge der Suite (Allemande-Courante-Sarabande-Gigue) durchscheint, muss der Interpret aus diesem Bestand an Tänzen selber sinnvolle Suiten zusammenstellen, wie sie in den gedruckten Pièces de Clavecin von Chambonnières (1670), Nicolas Lebègue (1677, 1687), Élisabeth Jacquet de la Guerre (1687) und D’Anglebert (1689) überliefert sind.

In Einzelfällen liegt es nahe anzunehmen, dass tatsächlich eine komplette Suite vorliegt, wie beispielsweise bei den sechs enthaltenen Tänzen in d-moll von Hardel oder bei den 4 bis 5 Stücken in B-Dur von Chambonnières, sowie bei einigen kurzen Suiten von Louis Couperin in c-moll, D-Dur, e-moll, A-Dur, h-moll. Auffällig ist dabei, dass es sich in mehreren dieser Fälle um damals eher selten gebrauchte Tonarten handelt (B, c, A, h).

Die 14 enthaltenen Préludes non mesuré von L. Couperin wurden nicht zusammen mit den anderen Stücken, sondern als eine eigene Kategorie (also ausschließlich Préludes) aufgeschrieben.
Die Musik im Manuscrit Bauyn ist fast ohne Verzierungen überliefert, diese sind durch die Interpretin bzw. den Interpreten nach dem Vorbild der publizierten Pièces de Clavecin zu ergänzen.

## Geschichte
Während das Repertoire im Manuscrit Bauyn auf den Zeitraum von etwa 1630 bis 1670 eingegrenzt werden kann, liegt seine Entstehung trotz verschiedener Untersuchungen im Dunkeln. So ist beispielsweise der Schreiber bis heute (Stand 2024) nicht bekannt.
Aus den Wappen des Einbands geht hervor, dass das Manuskript ursprünglich im Besitz von André Bauyn (ca. 1637–1706), Seigneur de Bersan, Jallais et La Brinière, und seiner Frau Suzanne de Ferrière († 1701) war, die 1664 in La Rochelle heirateten und vier Kinder hatten, die das Erwachsenenalter erreichten. André Bauyn war ein Musikliebhaber und reicher Finanzier, der ein vornehmes Hotel im Marais-Viertel in Paris, sowie das Château de La Brinière im Anjou besaß.
Die Untersuchung der Wasserzeichen des verwendeten Papiers durch Bruce Gustafson, David Fuller und Damien Vaisse ergab, dass das Papier von Thomas Dupuy (1642–1731) stammte, der ab 1676 eine Wassermühle in der Domaine de La Grandrive bei Ambert besaß; Dupuy stellte jedoch schon vorher Papier her und benutzte dasselbe Wasserzeichen mindestens seit 1667.
Berücksichtigt man dazu noch die Tatsache, dass eine Chaconne von Louis Couperin im Manuscrit Bauyn mit „1658“ datiert ist, ergibt sich als mögliche Entstehungszeit des Manuskriptes großzügig gedacht der Zeitraum von 1658 bis 1706 (Todesjahr des André Bauyn), wahrscheinlicher von 1658 bis 1701 (Todesjahr der Suzanne de Ferrière).
Das Manuscrit Bauyn blieb zunächst wahrscheinlich noch im Besitz der Familie, von denen mehrere als Musikliebhaber und Liebhaber des Cembalos bezeugt sind. Es wurde wahrscheinlich unter anderem zum Unterricht der Kinder von André Bauyn und seiner Frau verwendet. Damien Vaisse wies darauf hin, dass François Couperin offensichtlich eine Verbindung zur Familie Bauyn de Bersan hatte: Spätestens ab 1700 bis 1710 wohnte er ganz in der Nähe des Stadthotels der Bauyn und er komponierte ein Cembalostück namens „La Bersan“, das er 1717 in seinem Second livre de pièces de clavecin veröffentlichte und das offenbar einem der Mitglieder dieser Familie gewidmet ist. Möglicherweise war er Cembalolehrer bei der Familie.
Nachdem das Manuskript wahrscheinlich einige Male den Besitzer gewechselt hatte, wurde es von dem Maler und Graveur Jean-Baptiste-Edme Maupetit (um 1704–1774) erworben, der es 1753 für einen sehr „mäßigen“ Preis an die Sammlungen der Bibliothèque Royale verkaufte, die später in der Bibliothèque Nationale de France aufging.
Zum ersten Mal machte Henri Quittard im Jahr 1901 in seiner Studie über die Musik von Chambonnières („Un claveciniste français du XVIIe siecle: Jacques Champion de Chambonnieres“, in: La tribune de Saint-Gervais: Bulletin mensuel de la Schola Cantorum 7 [1901]: S. 1–11, 33–44, 71–77, 105–10, 141–49) auf das Manuskript aufmerksam, das sofort als eine der Hauptquellen des französischen Cembalorepertoires des 17. Jahrhunderts akzeptiert wurde.
Das Manuscrit Bauyn liegt gedruckt in mehreren modernen Faksimile-Editionen vor.

## Noteneditionen
- Manuscrit Bauyn, Facsimile-Ausgabe in 3 Bänden (Bd. 1: Pièces de clavecin de Jacques Champion de Chambonnières; Bd. 2: Pièces de clavecin de Louis Couperin; Bd. 3: Pièces de clavecin de divers auteurs), hrsg. v. Bertrand Porot & Jean Saint-Arroman, Éditions Fuzeau, Courlay, Bressuire, 2006